# Paradeigma (retorica)
Een paradeigma (mv.: paradeigmata) is een singulier voorbeeld dat wordt gebruikt in een inductieve redenering of ter ondersteuning van de minorpremisse in een deductieve redenering, ofwel een epicheireem. Paradeigma is een term uit de retorica afkomstig uit het Grieks.(Grieks: παραδειγμα)